# 673 Edda
673 Edda је астероид главног астероидног појаса. Приближан пречник астероида је 37,53 ,
а средња удаљеност астероида од Сунца износи 2,815 астрономских јединица (АЈ).
Инклинација (нагиб) орбите у односу на раван еклиптике је 2,878 степени, а орбитални период износи 1725,414 дана (4,723 године). Ексцентрицитет орбите астероида износи 0,011.
Апсолутна магнитуда астероида износи 10,20 а геометријски албедо 0,104.
Астероид је откривен 20. септембра 1908. године.